# Cuerpo de Batallones de Marina
El Cuerpo de Batallones de Marina fue una unidad militar histórica de España creada en 1717 antecedente del cuerpo de Infantería de Marina (España) cuyo proceso de desarrollo histórico comienza en 1537. Los Batallones de Marina tuvieron una participación destacada en la Guerra de la Independencia Española y en las Guerras de Independencia Hispanoamericanas.

## Antecedentes
La fecha de 1717 divide entonces en un antes y un después la historia de la organización de la Infantería de Marina española. La Infantería de Marina se reorganiza totalmente, y partir de aquel momento se convierte un cuerpo único y general, lo mismo que lo era la Real Armada. Se crea una fuerza de infantería unificada, conocida como "Cuerpo de Batallones de Marina" y a sus unidades se les dota de una estructura moderna de la época. En esa organización las tropas de infantería de marina se organizan en doce batallones que se llaman "Batallones de Marina". Cada batallón está compuesto de ocho compañías, una de granaderos, otra de cazadores, y seis de fusileros, de ciento cincuenta plazas por compañía.

## Reformas durante el reinado deFernando VII
Anteriormente existían 12 batallones de Marina. A partir de la Real orden de 16 de enero de 1809 se agrupan en seis regimientos. Cada regimiento está compuesto de dos batallones cada uno, y de ocho compañías por batallón, una de granaderos, otra de cazadores, y seis de fusileros, de ciento cincuenta plazas por compañía. Cada regimiento queda al mando de un coronel de la clase de brigadier o capitán de navío, un teniente coronel o de fragata, un sargento mayor o de la de teniente de navío, con dos ayudantes. La fuerza total del Cuerpo de Batallones de Marina debe consistir teóricamente en catorce mil cuatrocientas plazas (sin los oficiales), y ser mandada por un oficial general de la armada, y repartida en los tres departamentos (Cádiz, Cartagena y Ferrol).
Al finalizar la Guerra de la Independencia se contaba de hecho con seis regimientos, además de las guarniciones de los escasos buques en servicio. En 1815, en razón de las circunstancias, se refundieron el segundo regimiento en el tercero, y el cuarto en el quinto, de modo que solo quedaron cuatro regimientos de marina , de los cuales el primero y tercero pertenecen al departamento de Cádiz; el quinto a Cartagena , y el sexto al Ferrol. En 1817 se reducen a solo tres, los antiguos primero, quinto y sexto, asignados respectivamente a los departamentos de Cádiz, Cartagena y Ferrol.
Un decreto de las Cortes de 27 de diciembre de 1821, en una nueva ley orgánica de la Armada, establecía los Cuerpos de Batallones de Infantería y la Artillería de Marina se refundirían en uno solo, y se les daría igual instrucción en el manejo de artillería que en el fusil. Debido al periodo convulso del Trienio liberal, esta última reforma de este periodo tuvo que esperar hasta 1827 para ponerse en práctica.

## Gestas peninsulares

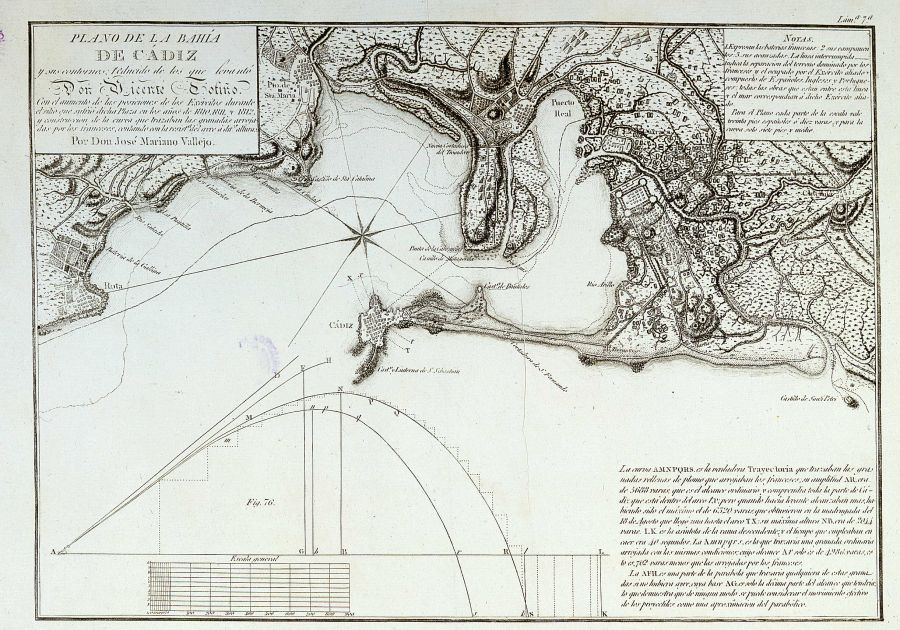
Sitio de Cádiz

En la Península ibérica estas unidades hicieron frente al invasor francés. La Junta Central organizó cuatro ejércitos de operaciones y estos pudieron reforzarse con la tropa de los Batallones de Marina que no eran necesarios en los departamentos y arsenales de la Marina. Se formarían seis regimientos, integrados los tres primeros por los seis batallones de Cádiz. Los cuatro batallones de Cartagena, incompletos de personal, por lo que no pudieron formar el Cuarto y el Quinto, sino solo el Primer Batallón del Cuarto. Y el Sexto regimiento se constituye en Ferrol. Para las misiones de buques e instalaciones de la Armada se creó un Séptimo Regimiento.
La actuación en los campos de batalla fue muy notable, destacando por su disciplina, y asistiendo a las principales acciones desde la de batalla de Bailén a la de batalla de Tolosa, 25 de junio de 1813. El 19 de noviembre de 1809 tenía lugar la batalla de Ocaña, en la que se ordena al Primer Regimiento de Marina, la misión de proteger la retirada del ejército, pese a la desbandada general, con coste elevado en número de bajas de sus oficiales. Durante esta batalla se distinguió José Fermín Pavía, oficial abanderado del segundo regimiento de Marina. Dicha bandera fue defendida por este oficial contra el ataque de la caballería de Dragones franceses hecho por el que se le concede la Cruz Laureada de San Fernando.
El 1.º Batallón del cuarto Regimiento, estuvo encuadrado en la 2.ª División del Ejército de Cataluña. El día 12 de enero de 1810, las fuerzas españolas y francesas tratan de tomar la importante posición de Aiguafreda (Vallés Oriental), y la carga a la bayoneta del Batallón de Marina pone en fuga al ejército imperial francés. Nueve días más tarde, rechaza la carga de coraceros franceses en Mollet del Vallés.
El sexto regimiento al mando del general Porlier se distingue en la batalla de San Marcial el 31 de agosto de 1813, y como resultado de sus esfuerzos se concede a la unidad la cruz de distinción y a los jefes y oficiales en oro.

## Gestas americanas

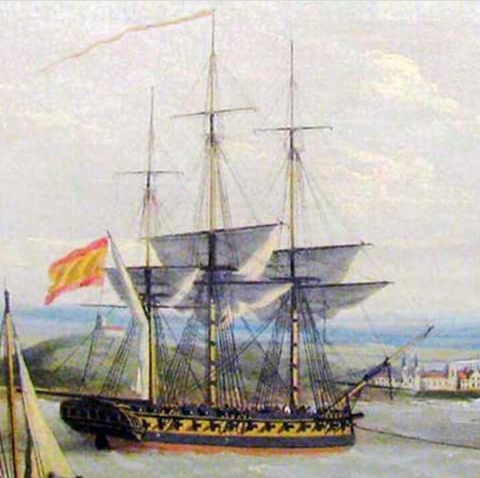
Fragata española a vela de la época

En América, durante los primeros momentos del conflicto, los batallones de Marina también combatieron en defensa de la unidad de la monarquía española. Se trata concretamente de las compañías de los regimientos Tercero y Quinto, de guarnición en los buques de guerra, basándose en las que se estructuraron las columnas organizadas en Veracruz, Montevideo y Costa Firme para combatir a los independentistas.
En Veracruz, unos 60 efectivos de tropa de marina de la fragata S.M.C. NSª Atocha y otros buques se reunieron bajo el mando del Rosendo Porlier y sirvieron de escolta al virrey Francisco Xavier Venegas, en el camino desde Veracruz hacía México, mantuvieron dicha ruta abierta, y fueron la base para la creación de dos batallones de marina para Nueva España. Estas tropas que desembarcan en México son las primeras origen peninsular que combatieron en la emancipación hispanoamericana. En Montevideo desembarca la tropa de marina de la fragata S.M.C Ifigenia por orden del capitán general Francisco Javier de Elio y sus 80 efectivos forman el núcleo del batallón Voluntarios de Madrid, que defenderá la ciudad hasta su capitulación. En Costa Firme la reconquista de Venezuela es posible gracias a la formación de un cuerpo de milicias cuyo núcleo son las tropas del batallón de marina que desembarcan con el capitán de fragata Domingo Monteverde desde Puerto Rico.

## Uniformidad del periodo
En la Real orden de 21 de octubre de 1815 se estipula que el uniforme del cuerpo de Marina sería igual al de los regimientos de Reales guardias de infantería, con la diferencia de que en la tropa el galón y Sardineta (prenda) son de color amarillo en el cuello, vueltas y carteras de la casaca, con iguales sardinetas en cada extremo del pecho. Para bordo llevan chaqueta, pantalón y poncho de paño color pardo con cuello, vuelta y vivos encarnados.